# Маккінні-Ейкерс (Техас)
Маккінні-Ейкерс (англ. McKinney Acres) — переписна місцевість (CDP) в США, в окрузі Ендрюс штату Техас. Населення — 852 особи (2020).

## Географія
Маккінні-Ейкерс розташоване за координатами 32°17′47″ пн. ш. 102°31′48″ зх. д. / 32.29639° пн. ш. 102.53000° зх. д. (32.296467, -102.529927).  За даними Бюро перепису населення США в 2010 році переписна місцевість мала площу 4,34 км², уся площа — суходіл.

## Демографія
Згідно з переписом 2010 року, у переписній місцевості мешкало 815 осіб у 276 домогосподарствах у складі 205 родин. Густота населення становила 188 осіб/км².  Було 311 помешкання (72/км²).
Расовий склад населення:
| - 66,9 % — білих - 1,0 % — корінних американців - 1,0 % — чорних або афроамериканців - 0,5 % — азіатів - 28,7 % — осіб інших рас |

До двох чи більше рас належало 2,0 %. Частка іспаномовних становила 59,1 % від усіх жителів.
За віковим діапазоном населення розподілялося таким чином: 28,8 % — особи молодші 18 років, 61,9 % — особи у віці 18—64 років, 9,3 % — особи у віці 65 років та старші. Медіана віку мешканця становила 32,6 року. На 100 осіб жіночої статі у переписній місцевості припадало 104,3 чоловіків;  на 100 жінок у віці від 18 років та старших — 98,6 чоловіків також старших 18 років.
Середній дохід на одне домашнє господарство  становив 77 053 долари США (медіана — 45 139), а середній дохід на одну сім'ю — 82 225 доларів (медіана — 52 375). За межею бідності перебувало 12,6 % осіб, у тому числі 11,0 % дітей у віці до 18 років та 28,0 % осіб у віці 65 років та старших.
Цивільне працевлаштоване населення становило 501 особа. Основні галузі зайнятості: сільське господарство, лісництво, риболовля — 31,3 %, освіта, охорона здоров'я та соціальна допомога — 25,0 %, мистецтво, розваги та відпочинок — 11,8 %, будівництво — 6,0 %.